# Notre-Dame (Villeneuve-sur-Yonne)

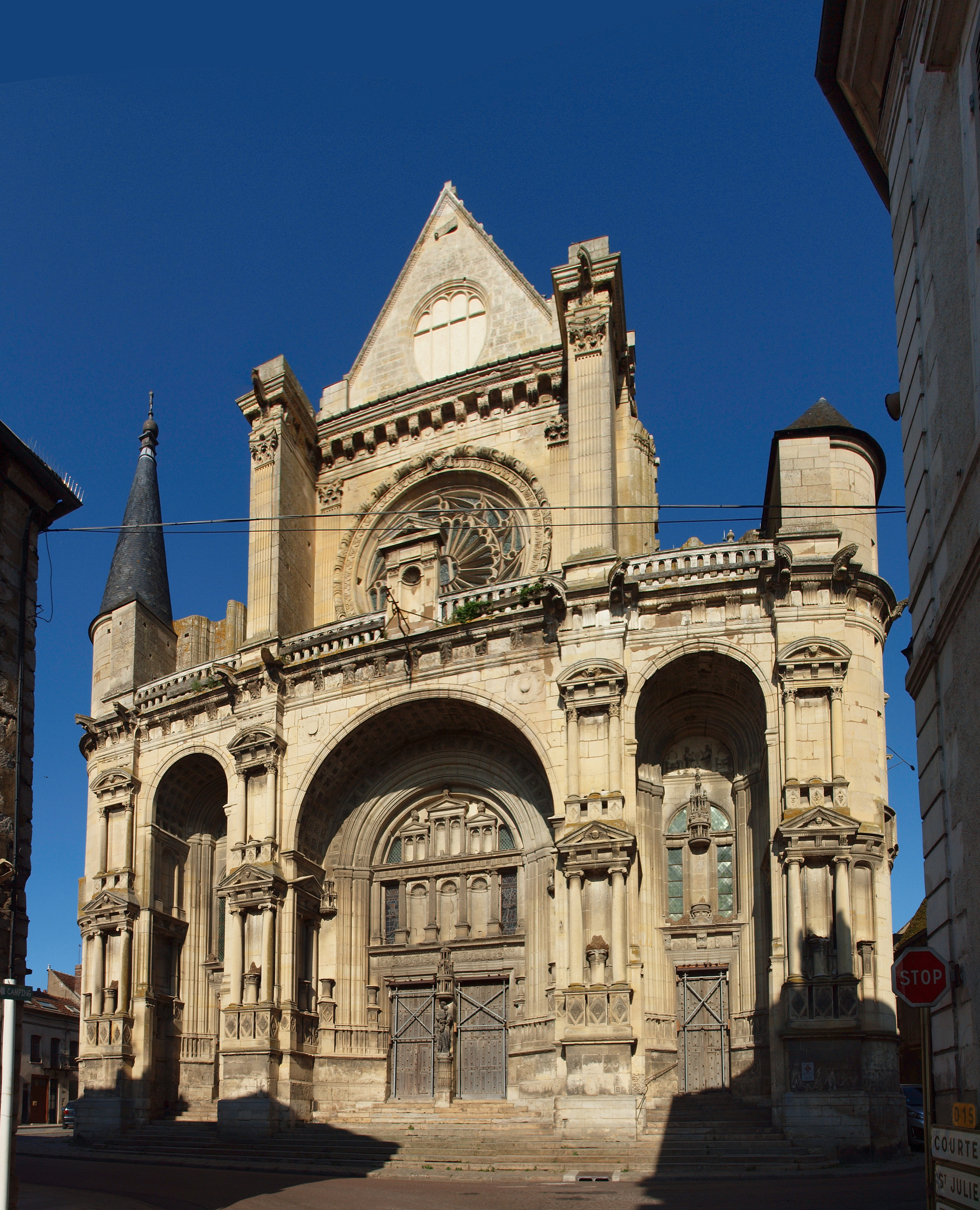
Westfassade

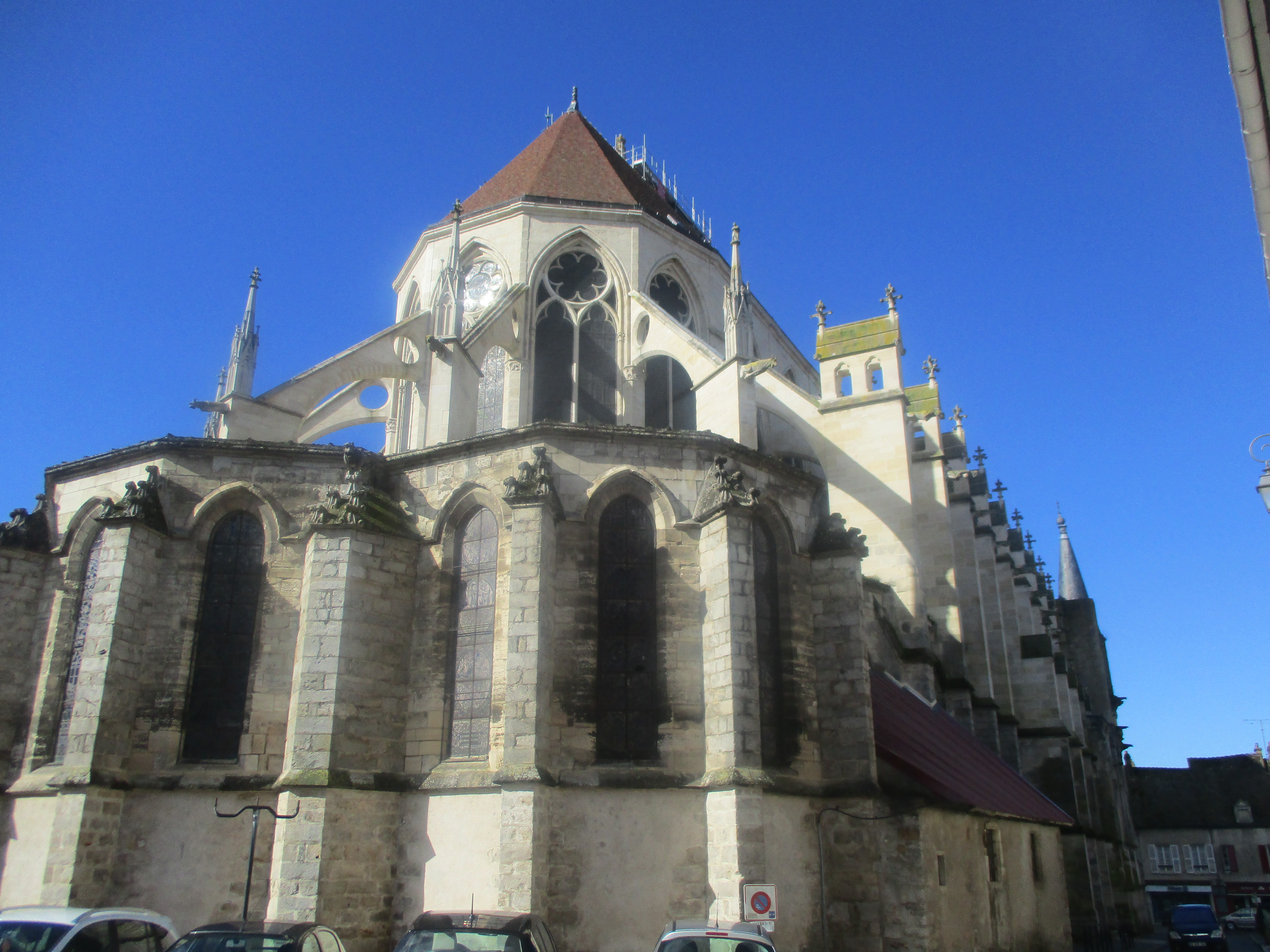
Chorhaupt

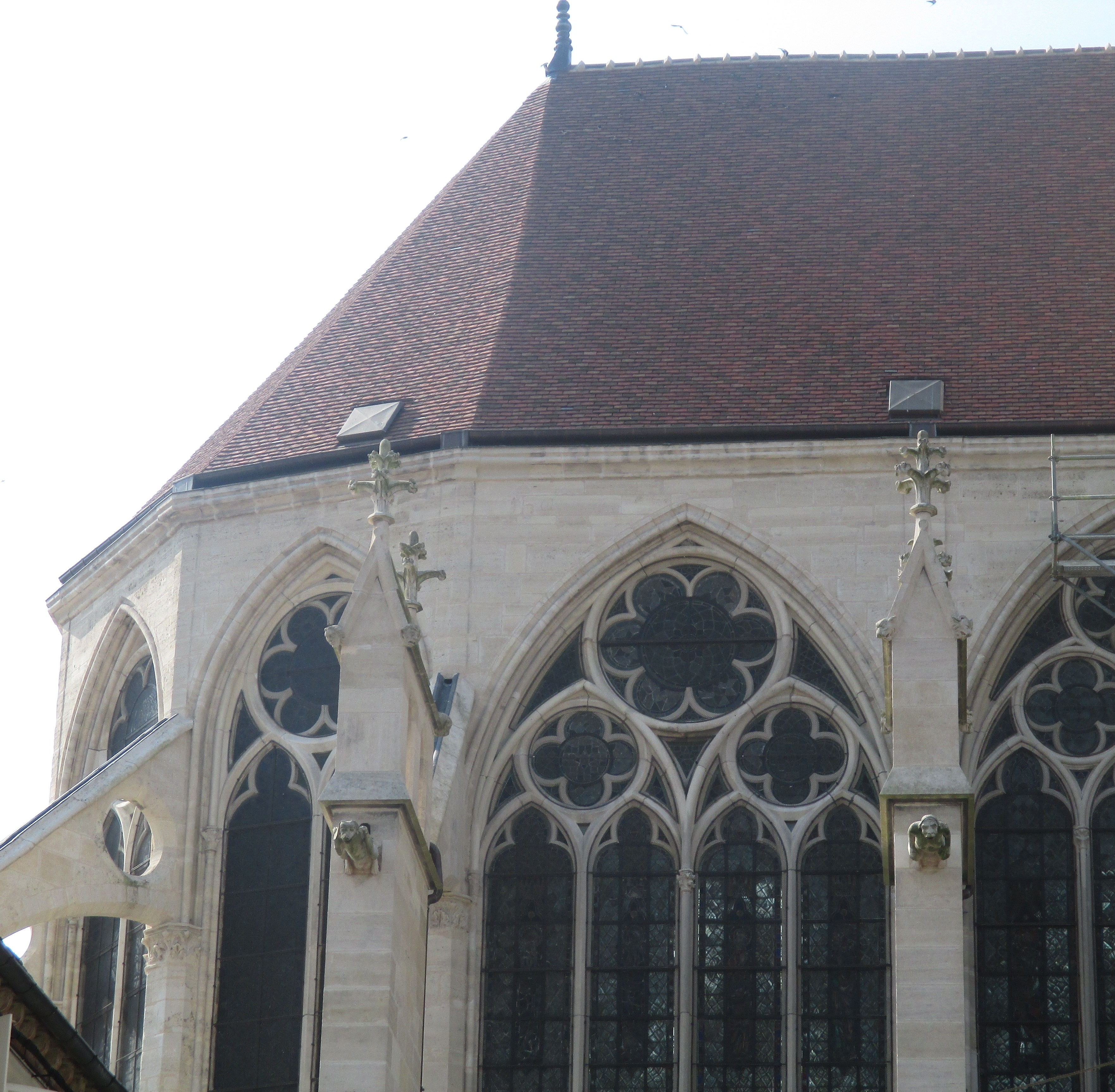
Chorobergaden

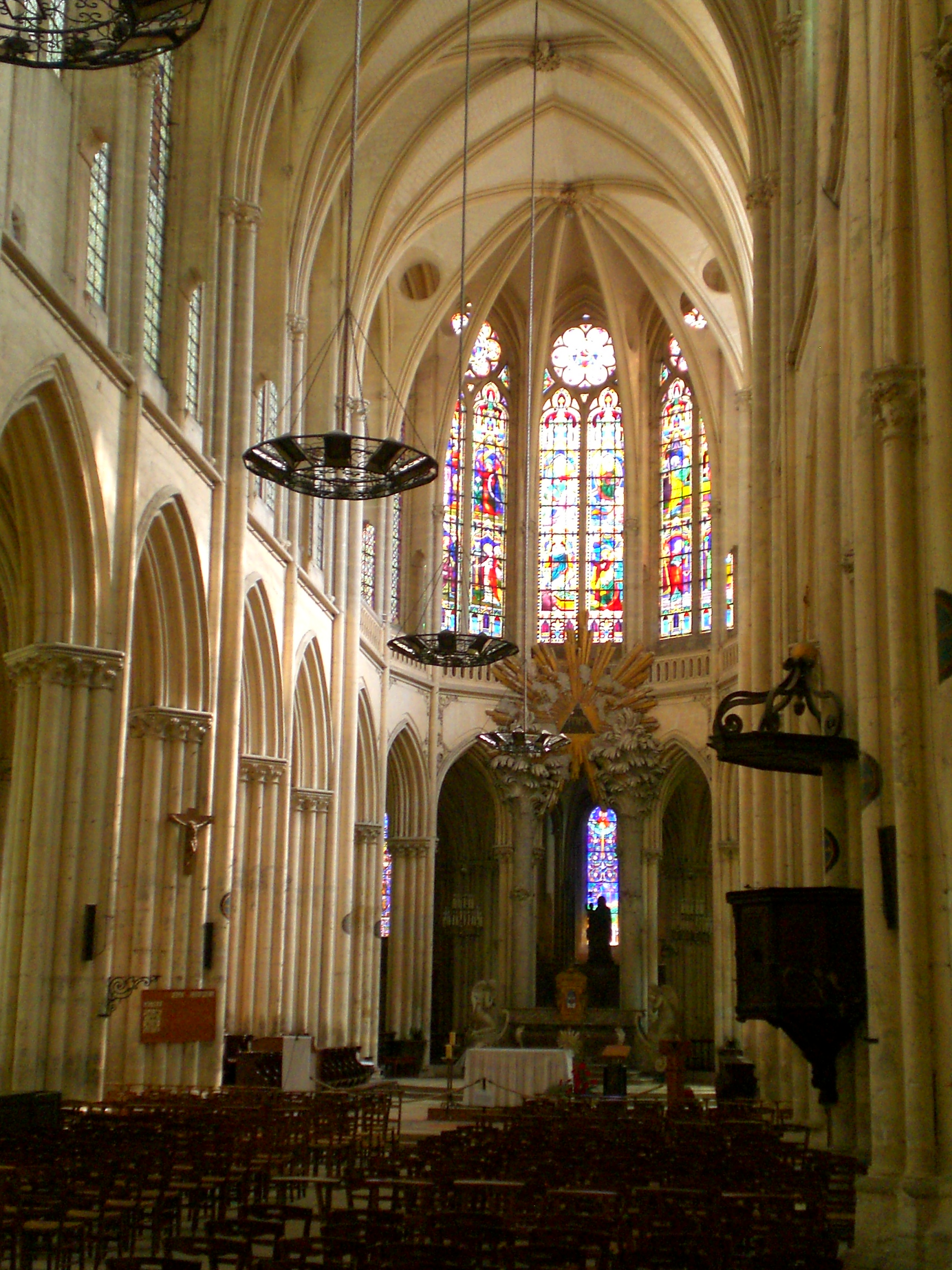
Innenansicht

Die  römisch-katholische Kirche Notre-Dame (ausführlich französisch Notre-Dame-de-l’Assomption) ist eine gotische Kirche in Villeneuve-sur-Yonne im Département Yonne der Region Bourgogne-Franche-Comté in Frankreich. Sie ist der Himmelfahrt der Jungfrau Maria gewidmet. Ihr Patronatsfest mit Feuerwerk findet am 15. August statt. Sie wird von der Pfarrei Sainte-Alpais der Erzdiözese Sens-Auxerre genutzt.

## Geschichte
Die Gestaltung der Kirche Notre-Dame-de-l’Assomption ist stilistisch einer Kathedrale der Hochgotik vergleichbar, die sowohl der Champagne als auch der burgundischen Schule zuzuordnen ist. Der Grundstein wurde 1163 von Papst Alexander III. gelegt, der im selben Jahr auch den Grundstein für Notre-Dame de Paris (Orgel, Glasfenster, Skulpturen) legte. Der Chor zeigt Formen des Rayonnantstils, die auf eine Bauzeit um 1240 schließen lassen. Die mit einer Höhe von 21,70 m relativ kleine Kirche zeigt trotz des fehlenden Triforiums, dass auch bei weniger bedeutenden Bauwerken die Architekten „hohes technisches Geschick“ bewiesen und „Meisterwerke“ schaffen konnten. Der Glockenturm, der im 13. Jahrhundert begonnen und nach 1546 im Stil der Flamboyant-Gotik fertiggestellt wurde, ist 47 m hoch.
Die Westfassade der Kirche wurde 1575 nach einer Zeichnung von Jean Cherreau, einem in Joigny ansässigen Architekten und Steinmetz, im Stil der Renaissance gestaltet. Diese Zeichnung auf Pergament wurde gefunden und der Stadt vom Baron de Chateaubourg geschenkt. Das Gebäude wurde 1862 als Monument historique klassifiziert.

## Die Glocken
Unter der Plattform des Glockenturms befanden sich vor der Revolution sieben Glocken, die den sieben Tönen der Tonleiter entsprachen.
Drei von ihnen wurden für Kriegszwecke benötigt und zum Einschmelzen nach Paris geschickt. Zu den drei verbliebenen Glocken gehörte die große, 1850 Kilogramm schwere und sieben Zentimeter dicke Bronzeglocke, die das natürliche C ergibt. Sie wurde 1766 hergestellt, war durch einen Unfall gesprungen und wurde 1821 für die Taufe des Herzogs von Bordeaux, Henri d’Artois, in der Halle neu gegossen. Die zweite mit einem Durchmesser von 1,30 Metern, die den Ton D ergibt, wiegt 1250 Kilogramm und wurde 1691 geweiht. Die dritte, die den Namen Chiméry trug, stammte aus dem Jahr 1504 und wog 200 Kilogramm. Die alte Glocke war als vierte Glocke hinzugefügt worden, um das D zu schlagen, und wog 150 Kilogramm. Nach der Befreiung wurden die Glocke Chiméry und eine weitere Glocke eingeschmolzen und Metall hinzugefügt, um eine Glocke herzustellen, die den Ton g ergibt. Sie wurde 1946 in Anwesenheit des Erzbischofs von Sens, Monsignore Lamy, des Pfarrers Vabois, des Bürgermeisters Monsieur Condemine, des Abgeordneten und des Unterpräfekten von Sens geweiht.

## Inneneinrichtung
Der Innenraum besteht aus drei Schiffen mit jeweils zwölf Jochen.
Die Kirche enthält mehrere Skulpturen und denkmalgeschützte Objekte, die sich im Besitz der Gemeinde befinden, darunter:
- die Predigtkanzel aus dem 16. Jahrhundert aus geschnitzter Eiche stammt aus dem Priorat Enfourchure, das 1992 als Objekt in die Liste der historischen Monumente aufgenommen wurde.
- eine Grabplatte aus dem 16. Jahrhundert mit Gesellenverzierung aus graviertem Stein, die 1992 als Objekt unter Denkmalschutz gestellt wurde.
- eine Adler-Lutrin-Skulptur aus polychromem Holz aus der zweiten Hälfte des 17. Jahrhunderts, die 1995 als Objekt in die Liste der Monuments historiques aufgenommen wurde.

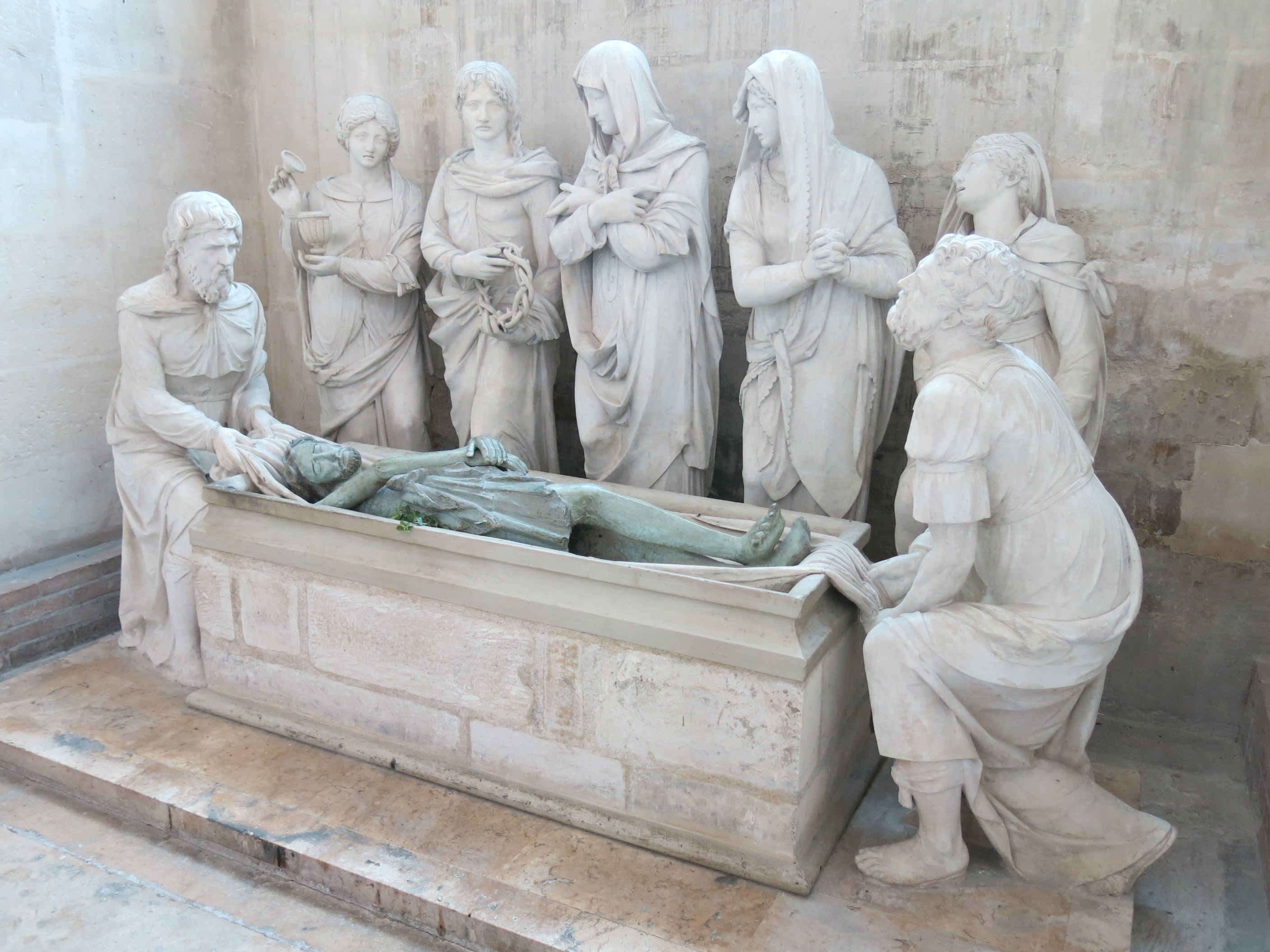
Grablegungsgruppe

## Die Kapellen des Chorhaupts

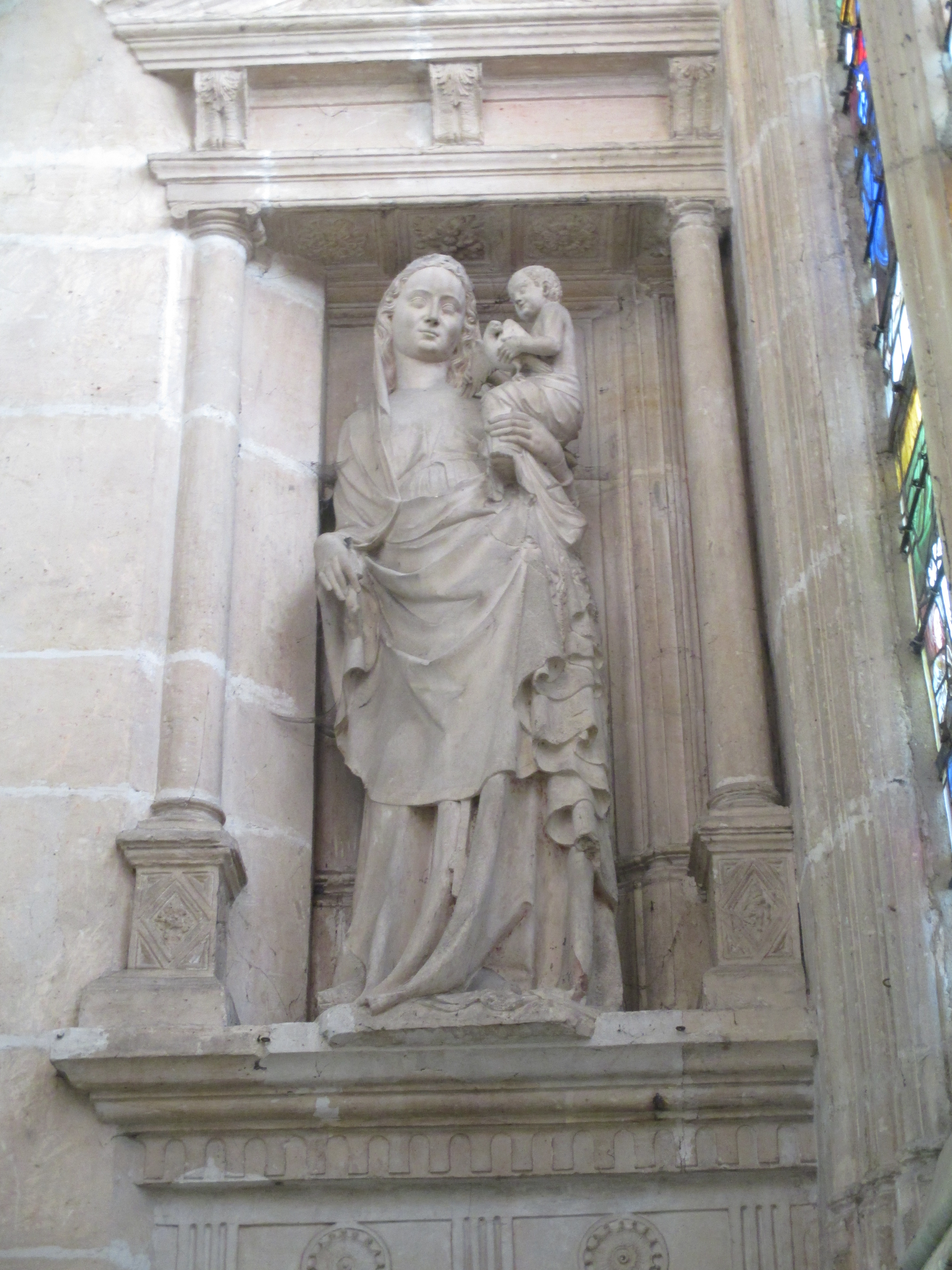
Statue von Notre Dame des Vertus oder Jungfrau mit dem Vogel

1. Die erste Kapelle auf der rechten Seite beim Betreten ist Notre-Dame-des-Vertus gewidmet. Sie enthält eine aus weißem Stein gefertigte Statue der Jungfrau mit dem Vogel aus dem 14. Jahrhundert, die aus dem ehemaligen Tor Notre-Dame[5] stammt. Sie enthält ein großes Renaissancefenster, das das Leben der Jungfrau Maria beschreibt.
2. Die zweite ist dem Heiligen Nikolaus, dem Schutzpatron der Schiffer, gewidmet. Das Glasfenster stammt aus dem 16. Jahrhundert.-
3. Das dritte Fenster (in der Apsis) ist dem heiligen Josef gewidmet. Sie enthält eine kleine Statue des Heiligen Vinzenz, des Schutzpatrons der Winzer.[5]
4. Die vierte Kapelle ist die Kapelle der Heiligen Jungfrau in der Mitte der Apsis und der Achse des Hauptaltars. Sie präsentiert Reliquienschreine von Heiligen.
5. Die fünfte (in der Apsis) ist die Kapelle des Heiligen Herzens, die das Gemälde des Barmherzigen Samariters enthält, das von Madame de Chateaubriand gestiftet wurde. Das Glasfenster zeigt den Stammbaum Christi, die sogenannte Wurzel Jesse.[5] Die Besonderheit dieser drei Apsiskapellen im gotischen Stil (13. Jahrhundert) besteht darin, dass sie durch Korbbogenöffnungen zugänglich sind, was in der Gotik sehr selten vorkommt.[7]
6. Die sechste ist die Kapelle Saint-Louis mit einer Statue von Christus in Fesseln und einem Gemälde aus dem 18. Jahrhundert, das den heiligen Ludwig beim Empfang der Dornenkrone darstellt.
7. Die siebte Kapelle enthält das Taufbecken. Sie enthält ein Flachrelief Die Rast auf der Flucht nach Ägypten von Émile Peynot aus dem Jahr 1889.
8. Die achte Kapelle des Heiligen Grabes enthält eine plastische Gruppe der Grablegung, die aus sechs Steinfiguren besteht (16. Jahrhundert): Nikodemus und Joseph von Arimathia auf jeder Seite und stehend Magdalena, Johannes, die Jungfrau Maria, zwei weitere heilige Frauen, Maria Salome und Maria, die Frau des Kleopas, und schließlich Christus aus Lindenholz aus dem 14. Jahrhundert von einem anderen Künstler. Diese Gruppe, die 1992 als Objekt unter Denkmalschutz gestellt wurde, stammt aus dem Prämonstratenserkloster Dilo (Arces-Dilo).[5]
9. Die neunte Kapelle Notre-Dame-de-Lourdes enthält über dem Altar eine polychrome Marienstatue aus Stein aus dem 16. Jahrhundert.
10. Die letzte Kapelle enthält eine Statue und ein Medaillonfenster des Heiligen Rochus, dem sie gewidmet ist.

## Die Glasmalereien
Es gibt zwanzig Fenster mit Glasmalereien aus dem 13. Jahrhundert, 14. Jahrhundert und 16. Jahrhundert, die 1992 als Objekte unter Denkmalschutz gestellt wurden.
Die Glasmalereien der Nikolauskapelle aus dem 16. Jahrhundert zeigen Episoden aus dem Leben des Heiligen mit einer Tafel unten rechts, die den wunderbaren Fischzug darstellt.
Das Fenster der Kreuzigung wurde 1529 vom Propst von Villeneuve, Claude Dindelle (der sich mit seiner Frau darstellen ließ), gestiftet. Die zentrale Tafel der Kreuzigung ist verschwunden, wurde aber durch eine bemerkenswerte Renaissance-Pietà ersetzt, die von den Tafeln der Jungfrau Maria links und des Heiligen Johannes rechts vor einem architektonischen Hintergrund eingerahmt wird. Oben ist Gottvater zu erkennen, der im Nimbus von den Symbolen der Evangelisten umgeben ist.
Die Glasmalereien des Jüngsten Gerichts (5. Joch) in Villeneuve-sur-Yonne werden Jean Cousin dem Jüngeren zugeschrieben. Hier finden sich dieselben Details (Figuren, Blautöne usw.) wie in den Glasmalereien der Kirche Saint-Pierre in Saint-Julien-du-Sault: Die Legende des Heiligen Julien (1520).
Das große Glasfenster zum Leben der Jungfrau Maria aus der Renaissancezeit in der Kapelle Notre-Dame-des-Vertus illustriert die Geburt der Jungfrau Maria, den Tod der Jungfrau und die Himmelfahrt. Der Mann mit der Brille, ein für diese Zeit sehr seltenes Detail, liest vor dem Bett der Jungfrau Maria in der mittleren Tafel, die den Tod der Jungfrau Maria darstellt. Es handelt sich um eine der ältesten Darstellungen von Personen mit Brille auf Glasmalereien.

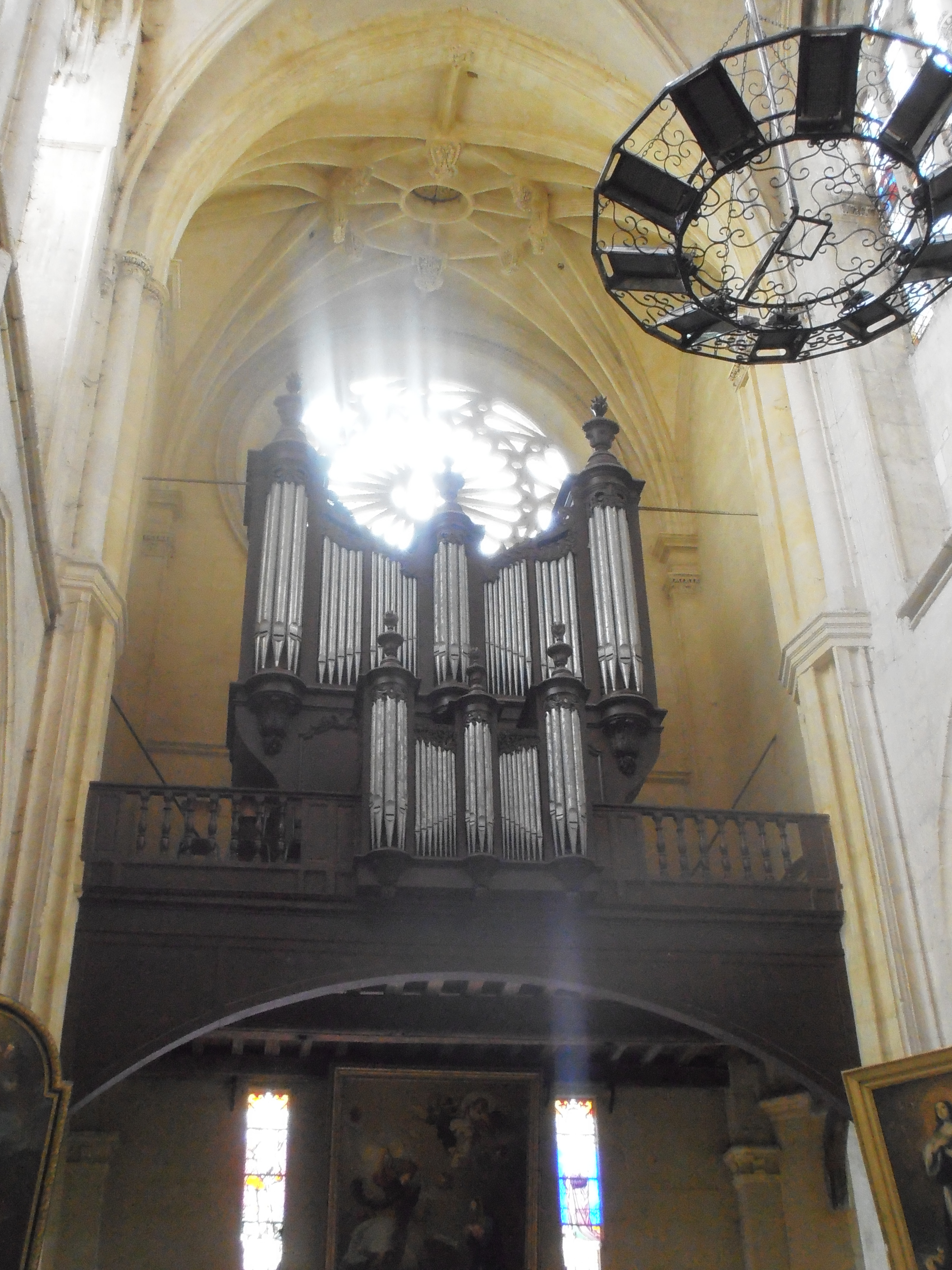
Die große Orgel

## Die Orgeln
Die kleine Chororgel mit zwei Manualen wurde 1898 von dem Orgelbauer Dupuel aus Rouen gebaut. Villeneuve-sur-Yonne verfügte 1622 über eine Orgel, da Reparaturarbeiten bei Jean Duval, Organist in Saint-Florentin, in Auftrag gegeben wurden und der Organist von Villeneuve Nicolas Godier war, der 1633 von Louis Languille und 1696 von Nicolas Massé abgelöst wurde. Im Januar 1737 beschloss eine Versammlung der Einwohner, die heutige große Orgel von Marcellin Tribuot für 5 100 Pfund bauen zu lassen. Die Orgel wurde im August 1739 fertiggestellt und ihr erster Organist war Jean-Baptiste Duvergier. Sie hat heute 28 Register auf drei Manualen und Pedal. Sie wurde 1997 als historisches Monument klassifiziert.

## Die Gemälde
Kapelle Saint-Louis
- Saint Louis recevant la sainte couronne d’épines (Heiliger Ludwig empfängt die Dornenkrone), Gemälde von De Beauvais, 1769. Sie enthält eine Inschrift "Saint Charles Borromée" und wurde 1992 als Objekt in die Liste der historischen Monumente aufgenommen.

Kommunionbank
- Christus am Kreuz, Kopie von Rubens durch Baume.

Unter der großen Orgel
- La Madeleine, Gemälde von Pierre-Jacques Cazes, 18. Jahrhundert, als Objekt unter Denkmalschutz gestellt, 1992. Es ist ein Geschenk von Prinz François-Xavier von Sachsen und stammt aus dem Gegenretabel des Altars in der Kapelle des Schlosses Chaumont (verschwunden).
- Die Verkündigung, eine Kopie aus dem 18. Jahrhundert eines Gemäldes von Le Sueur[7].
- Anbetung der Hirten, Gemälde von François-Guillaume Ménageot, Ende des 18. Jahrhunderts, 1992 als Objekt in die Liste der historischen Monumente aufgenommen. Das Gemälde wurde für den Altar der Kirche Saint-Jean-Baptiste in Neuilly-sur-Seine in Auftrag gegeben und während der Revolution abgehängt. Nachdem es sich im Depot des Louvre befunden hatte, wurde es 1810[12] mit der Erlaubnis Napoleons dieser Kirche geschenkt.

Hauptaltar
- Jungfrau mit Kind, Gemälde auf Holz aus dem 16. Jahrhundert, als Objekt unter Denkmalschutz gestellt, 1992.

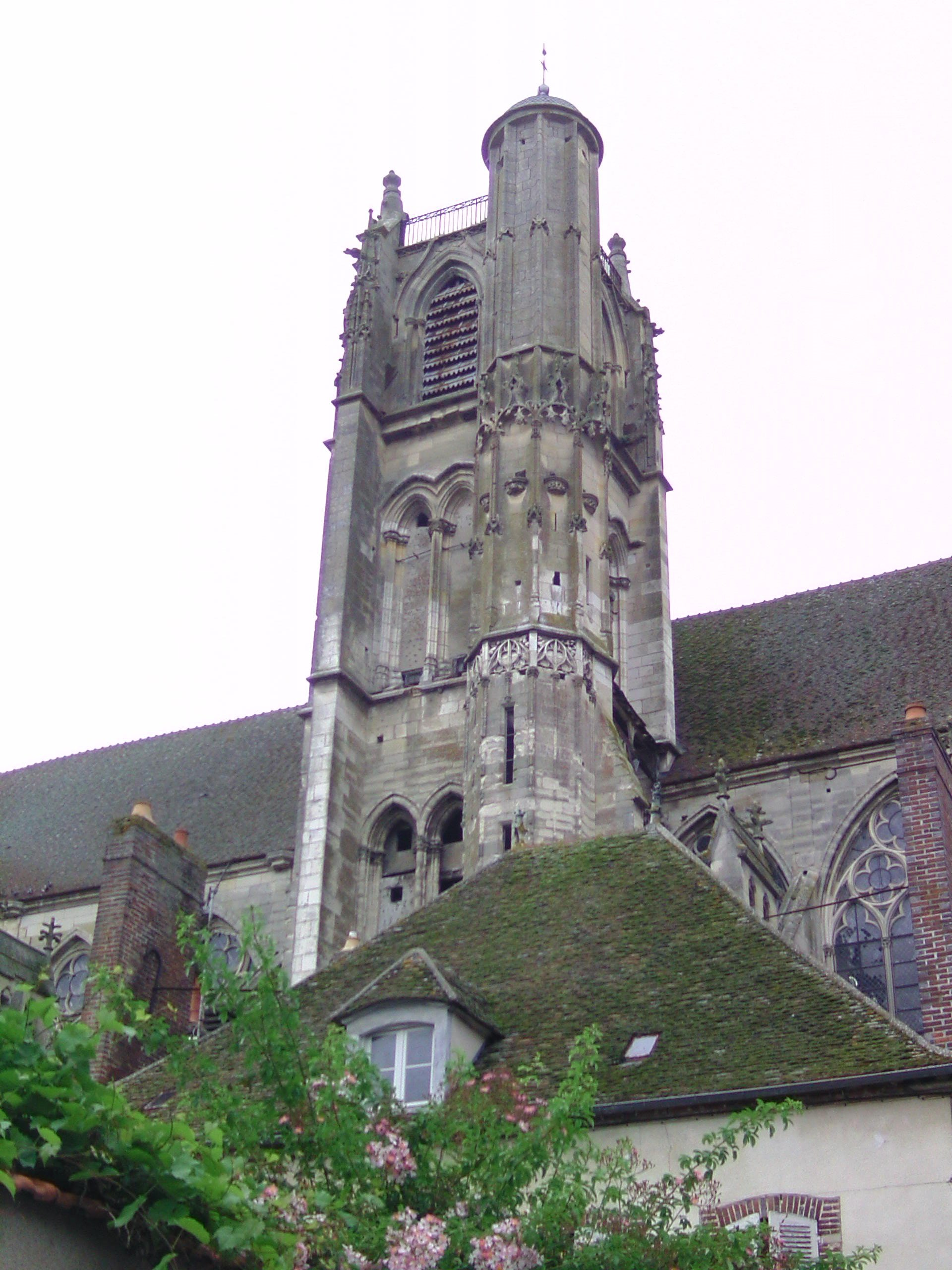
Glockenturm der Kirche
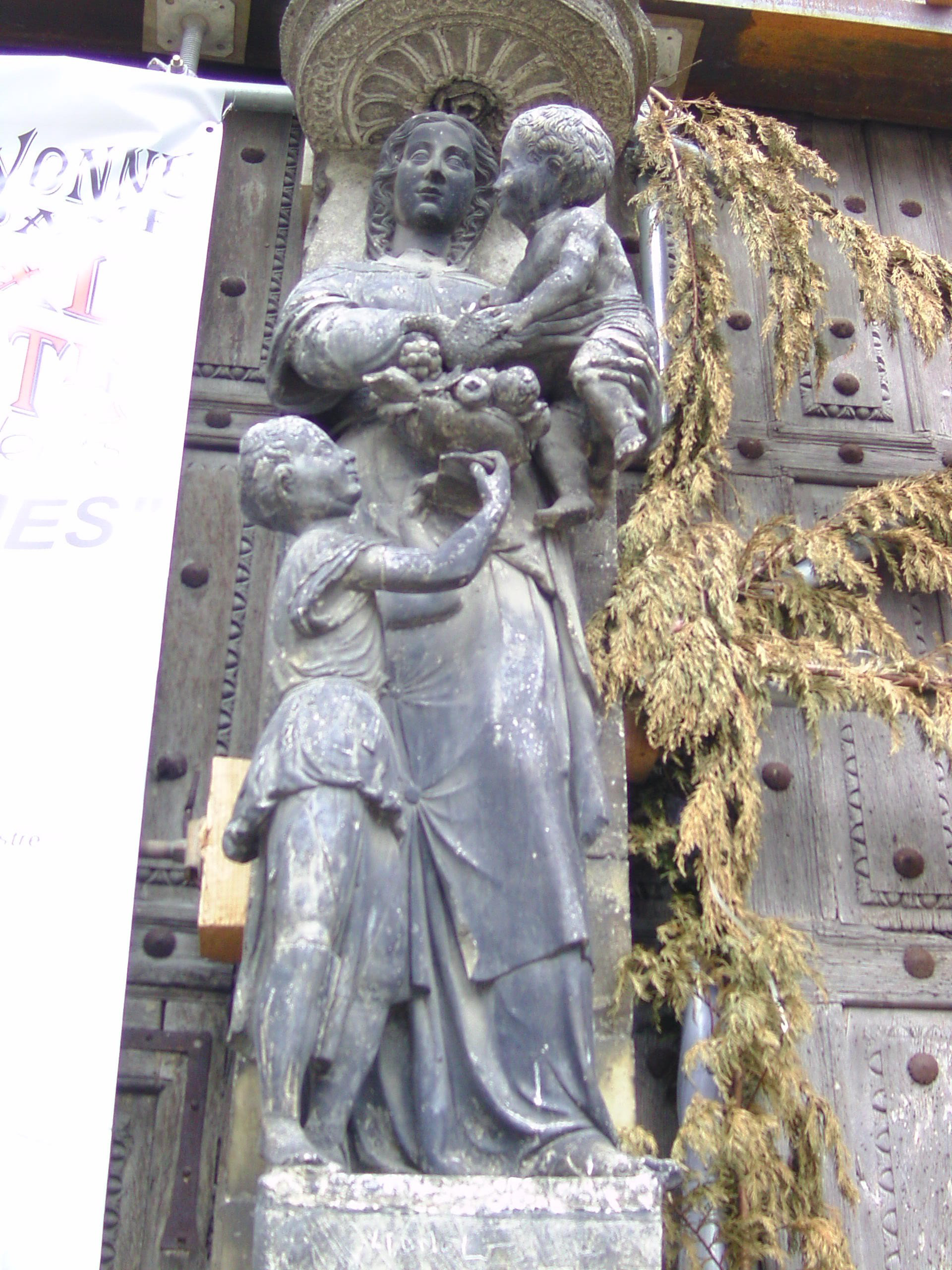
Jungfrau mit dem Jesuskind
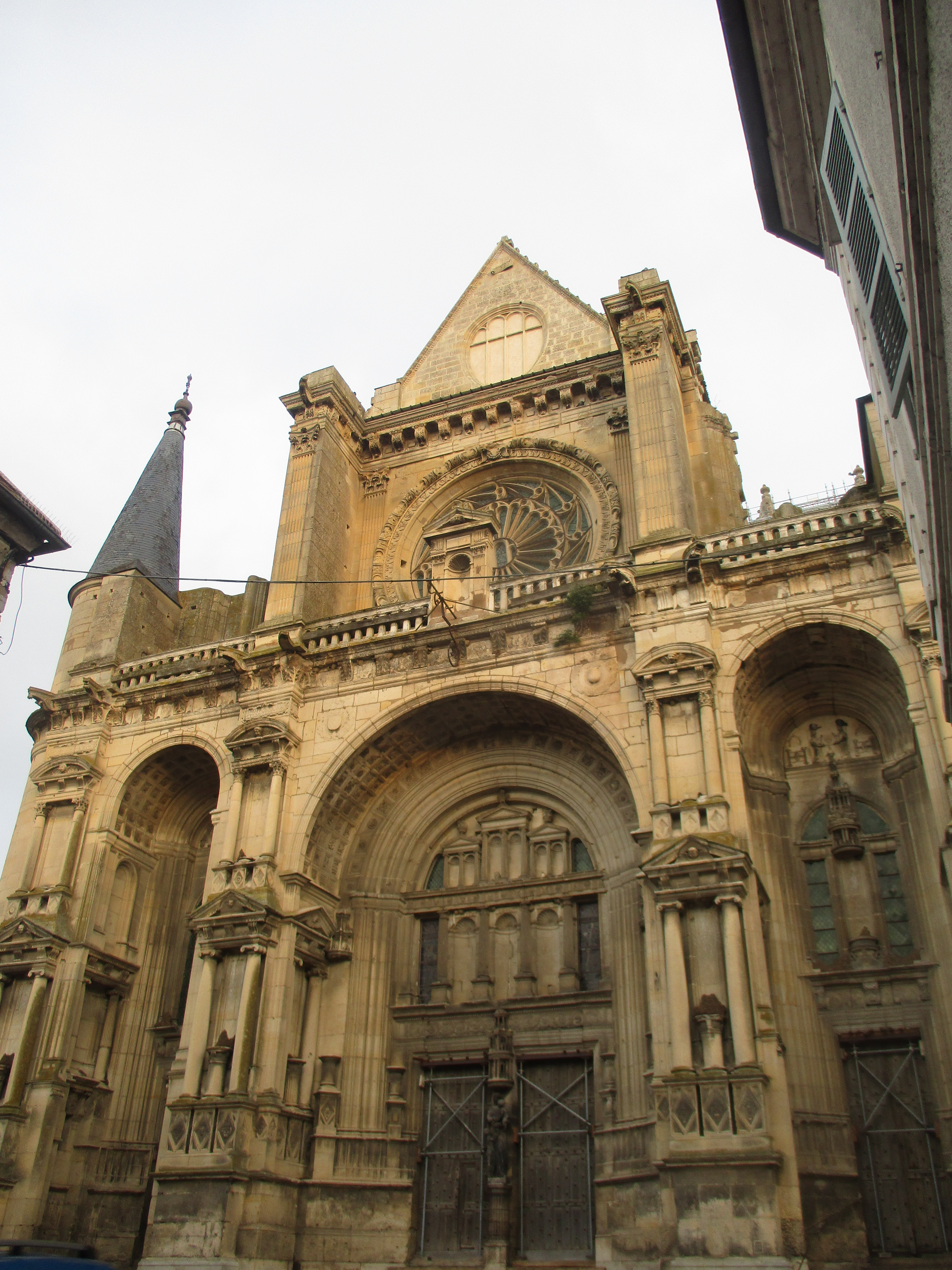
Fassade der Kirche Notre-Dame
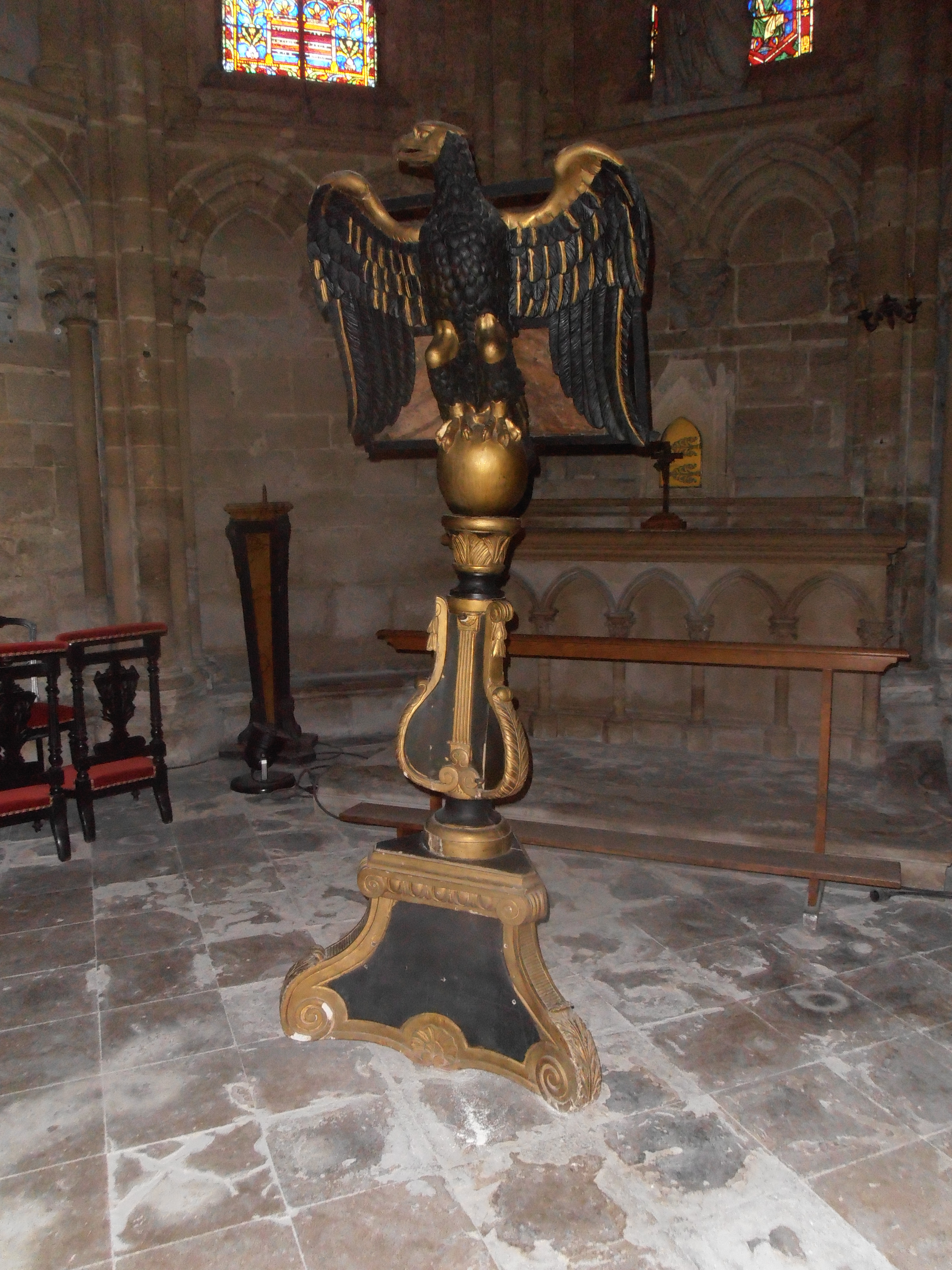
Adlerlesepult
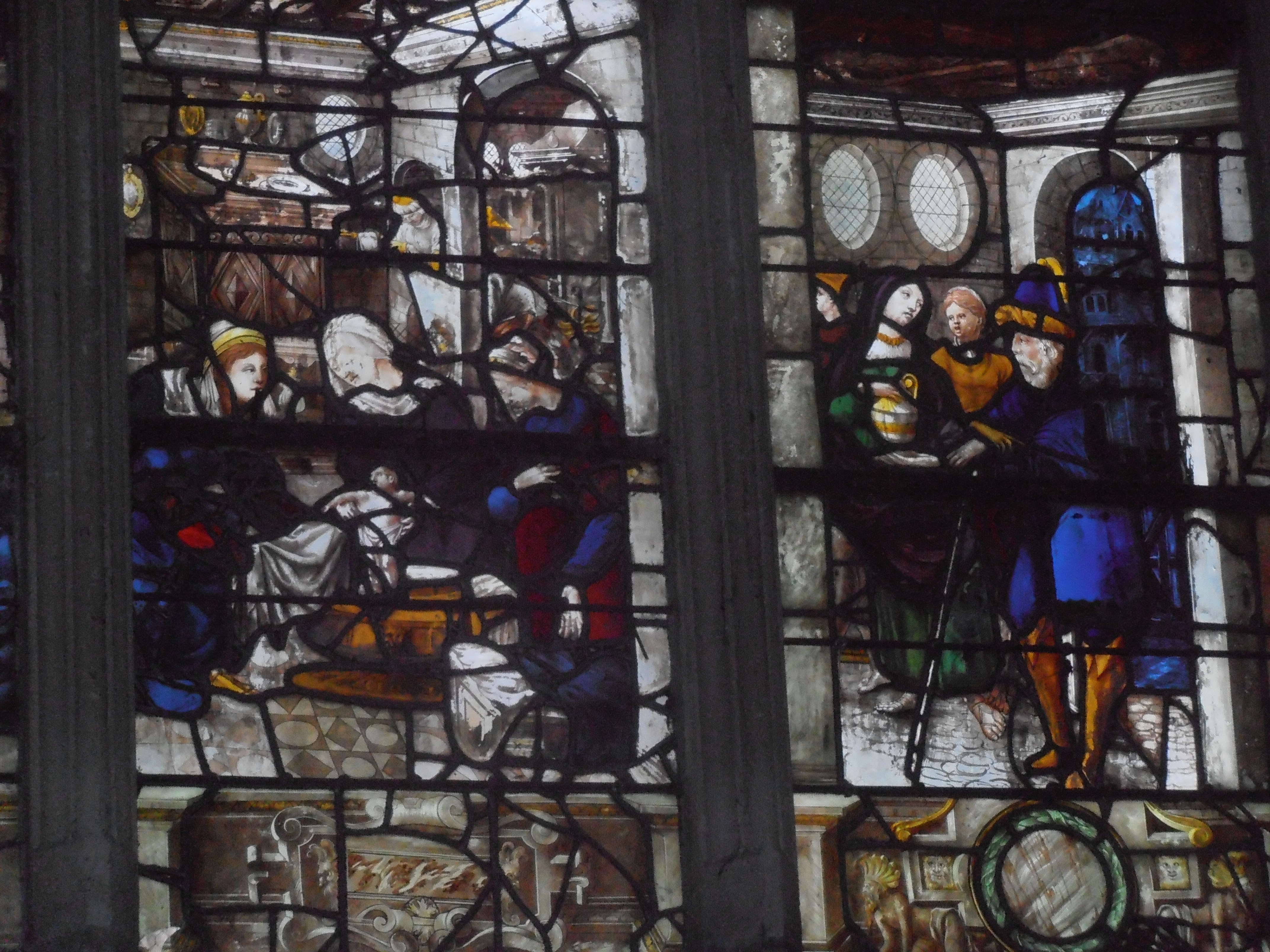
Detail des Glasfensters der Jungfrauː Die Geburt Marias

## Restaurierungsarbeiten
- Um die Kirche zu restaurieren, veranstaltete die Stadt Villeneuve am 22. März 1861 eine Lotterie mit einem Kapital von 100.000 Francs. Der Preis entsprach 250 Tonnen Brot aus der damaligen Zeit, die 2012 bei einem Preis von 2,70 € pro Kilogramm Brot 675.000 € kosten würden.
- Am 7. April 2011 wurde ein Gala-Spiel für die Restaurierung der Kirche veranstaltet, bei dem das Team des Bürgermeisters (Peppone) gegen das Team des Abtes (Don Camillo) antrat und ein Gewinn von etwa 1.000 € erzielt wurde.
- Im Jahr 2012 wurden dringende Restaurierungsarbeiten begonnen, die 2,4 Millionen Euro kosten und drei Jahre dauern werden. Der Dachstuhl und die Ziegeleindeckung müssen komplett erneuert werden. Sie werden zu 40 % von der Generaldirektion für kulturelle Angelegenheiten[13], zu 20 % vom Generalrat und von der Gemeinde[14] finanziert.
- 2016 wurde ein neues Kreuz aus Stein aus Saint-Maximin auf dem First des Westgiebels angebracht, das das während der Revolution entfernte Kreuz aus dem Jahr 1597 ersetzt.[15]